# Camila Haase
Camila Haase Quirós (San José, 2 de febrero de 2000) es una nadadora costarricense que se convirtió en la primera atleta femenina en representar a Costa Rica en unos Juegos Paralímpicos cuando participó en Río de Janeiro, en 2016.

## Primeros años
Camila Haase nació en San José, Costa Rica, y se crio en la ciudad de Alajuela. Antes de su nacimiento, el cordón umbilical de su madre se enredó alrededor del brazo izquierdo de Camila, cortando la circulación de la sangre. Esto resultó en la amputación de su brazo por debajo del codo, 13 días después de su nacimiento. Comenzó a practicar deportes cuando tenía 3 años, participando en fútbol, natación y atletismo. Su madre Patricia Quirós, compitió en natación en su juventud, al igual que su hermana Mikaela. Asistió al Colegio Humboldt, en San José, donde nadó como parte del equipo de natación de la institución.

## Carrera

### Juegos Paralímpicos de 2016
A sus 16 años, Haase fue convocada por el Comité Paralímpico Nacional para competir en los Juegos Paralímpicos de Verano de 2016 en Río de Janeiro, Brasil, después de clasificar mediante su participación en el Abierto Internacional de Natación, en 2015, en las modalidades de 100 metros pecho SB8, 100 metros mariposa S9 y 100 metros dorso S9. Esto la convirtió en la primera atleta femenina en representar a Costa Rica en unos Juegos Paralímpicos. En la ronda clasificatoria de la modalidad de 100 metros mariposa, Camila obtuvo el séptimo puesto al alcanzar un tiempo de 1:24.46, y en la modalidad de 100 metros dorso obtuvo el quinto puesto al lograr los 1:23.12, no logrando avanzar en ambas rondas. Sin embargo, en la ronda clasificatoria de 100 metros pecho, Camila logró alcanzar un tiempo de 1:39.99, lo cual le permitió avanzar a la final. En la ronda final marcó los 1:41.17, obteniendo el séptimo puesto general en la modalidad. En las tres modalidades, Haase logró mejorar cada uno de sus récords personales respectivos.

### Juegos Parapanamericanos de 2019
En 2019, Haase logró clasificar a los Juegos Parapanamericanos de 2019 en Lima, Perú, en las modalidades de 100 metros pecho SB8, 100 metros mariposa S9 y 100 metros dorso SB9. En los 100 metros pecho SB8, logró alcanzar la tercera posición en la ronda eliminatoria al lograr un tiempo de 1:36.25, lo cual le permitió avanzar a la ronda final. En la final, Haase logró un tiempo de 1:34.99, el cual le valió la segunda posición general y, por tanto, la medalla de plata de la modalidad. En la modalidad de 100 metros mariposa S9, alcanzó los 1:33.59, posicionándose en el séptimo lugar general, y en la modalidad de 100 metros dorso SB9, logró un tiempo de 1:23.90, que le valió el cuarto lugar general. Haase fue la abanderada de la delegación costarricense en la ceremonia de inauguración de los Juegos, después de que el atleta costarricense Sherman Güity, quien originalmente desempeñaría este rol, debiese abandonar los Juegos por una suspensión temporal.
En septiembre del mismo año, la nadadora participó en el Mundial de Paranatación en Londres, Reino Unido, donde ocupó la décima posición general en la modalidad de 400 metros libre S9.

### Juegos Paralímpicos de 2020
En 2021, a sus 21 años, Camila fue convocada para participar en los Juegos Paralímpicos de Verano de 2020 en Tokio, Japón, en la modalidad de 100 metros pecho SB8.
La paraatleta Camila Haase se ubicó entre las 13 mejores del mundo con un tiempo de 1:35:36 en su heat de los 100 metros pecho categoría SB8. Con ese tiempo la tica se ubicó como la segunda mejor de Latinoamérica.

## Récords personales
| Modalidad        | Tiempo  | Localidad                        | Fecha                    | Ref    |
| ---------------- | ------- | -------------------------------- | ------------------------ | ------ |
| 50 m libre       | 33.45   | Sao Paulo, Brasil                | 23 de marzo de 2017      | [ 12 ] |
| 100 m libre      | 1:14.27 | Berlín, Alemania                 | 8 de junio de 2019       | [ 13 ] |
| 400 m libre      | 5:55.93 | Cancún, México                   | 22 de mayo de 2021       | [ 14 ] |
| 50 m pecho       | 43.38   | Berlín, Alemania                 | 8 de junio de 2019       |        |
| 100 m pecho      | 1:33.54 | Berlín, Alemania                 | 6 de junio de 2019       | [ 13 ] |
| 100 m mariposa   | 1:24.46 | Río de Janeiro, Brasil           | 15 de septiembre de 2016 | [ 6 ]  |
| 50 m dorso       | 39.28   | Managua, Nicaragua               | 23 de enero de 2018      | [ 15 ] |
| 100 m dorso      | 1:23.08 | Colorado Springs, Estados Unidos | 19 de enero de 2020      | [ 16 ] |
| 200 m combinados | 3:00.32 | Sao Paulo, Brasil                | 23 de marzo de 2017      |        |